# Ісаївська сільська рада (Миколаївський район)
Іса́ївська сільська́ ра́да — колишня адміністративно-територіальна одиниця та орган місцевого самоврядування в Миколаївському районі Одеської області. Адміністративний центр — село Ісаєве.

## Загальні відомості
Ісаївська сільська рада утворена в 1922 році.
- Територія ради: 74,87 км²
- Населення ради: 1 566 осіб (станом на 2001 рік)
- Територією ради протікає річка Тилігул

## Населені пункти
Сільській раді були підпорядковані населені пункти:
- с. Ісаєве
- с. Новотроїцьке

## Населення
Згідно з переписом УРСР 1989 року чисельність наявного населення сільської ради становила 1616 осіб, з яких 730 чоловіків та 886 жінок.
За переписом населення України 2001 року в сільській раді мешкали 1562 особи.

### Мова
Розподіл населення за рідною мовою за даними перепису 2001 року:
| Мова       | Відсоток |
| ---------- | -------- |
| українська | 97,06 %  |
| молдовська | 1,34 %   |
| російська  | 1,09 %   |
| вірменська | 0,32 %   |
| білоруська | 0,13 %   |

## Склад ради
Рада складалася з 16 депутатів та голови.
- Голова ради: Реконвальд Сергій Петрович
- Секретар ради: Грищенко Єлизавета Василівна

### Керівний склад попередніх скликань
| Прізвище, ім'я, по батькові | Основні відомості                                                             | Дата обрання | Дата звільнення |
| --------------------------- | ----------------------------------------------------------------------------- | ------------ | --------------- |
| Албул Андрій Юрійович       | Сільський голова, 1973 року народження, освіта вища, безпартійний             | 26.03.2006   | 31.10.2010      |
| Албул Андрій Юрійович       | Сільський голова, 1973 року народження, освіта вища, член Партії регіонів     | 31.10.2010   | 18.03.2012      |
| Реконвальд Сергій Петрович  | Сільський голова, 1961 року народження, освіта середня загальна, безпартійний | 18.03.2012   |                 |

Примітка: таблиця складена за даними сайту Верховної Ради України

### Депутати
За результатами місцевих виборів 2010 року депутатами ради стали:

#### За суб'єктами висування
| Суб'єкт висування                                       | Кількість обраних депутатів | %    |
| ------------------------------------------------------- | --------------------------- | ---- |
| Партія регіонів                                         | 6                           | 37,5 |
| Самовисування                                           | 6                           | 37,5 |
| Народна партія                                          | 3                           | 18,8 |
| Політична партія Всеукраїнське об'єднання «Батьківщина» | 1                           | 6,3  |

#### За округами
| № округу                                                | Прізвище, ім'я, по батькові       | Дата визнання обраним | Освіта             | Партійна приналежність                        | Відомості про обраного депутата                                    |
| ------------------------------------------------------- | --------------------------------- | --------------------- | ------------------ | --------------------------------------------- | ------------------------------------------------------------------ |
| Народна Партія                                          |                                   |                       |                    |                                               |                                                                    |
| 6                                                       | Білощук Олександр Іванович        | 05.11.2010            | середня            | член Народної партії                          | ТОВ «Ісаївська МТС», завідувач током                               |
| 7                                                       | Головченко Віктор Тимофійович     | 05.11.2010            | середня спеціальна | член Народної партії                          | ТОВ «Ісаївська МТС», водій                                         |
| 13                                                      | Белінський Сергій Леонідович      | 05.11.2010            | середня            | член Народної партії                          | приватний підприємець                                              |
| Партія регіонів                                         |                                   |                       |                    |                                               |                                                                    |
| 1                                                       | Грищенко Єлизавета Василівна      | 05.11.2010            | середня спеціальна | член Партії регіонів                          | Ісаївська сільська рада, секретар                                  |
| 5                                                       | Блест Любов Іванівна              | 05.11.2010            | середня спеціальна | член Партії регіонів                          | Ісаївська сільська рада, діловод                                   |
| 9                                                       | Селіхов Василь Володимирович      | 05.11.2010            | середня спеціальна | член Партії регіонів                          | фермерське господарство «Стимул», голова                           |
| 11                                                      | Талашов Валерій Олександрович     | 05.11.2010            | вища               | член Партії регіонів                          | ТОВ «Ісаївська МТС», головний бухгалтер                            |
| 12                                                      | Гайова Олена Юріївна              | 05.11.2010            | середня спеціальна | член Партії регіонів                          | Ісаївська сільська рада, землевпорядник                            |
| 16                                                      | Ісаєнко Сергій Анатолійович       | 05.11.2010            | вища               | член Партії регіонів                          | Ісаївський професійно-аграрний ліцей, старший майстер              |
| Політична партія Всеукраїнське об'єднання «Батьківщина» |                                   |                       |                    |                                               |                                                                    |
| 8                                                       | Черненко Сергій Юрійович          | 05.11.2010            | вища               | член Всеукраїнського об'єднання «Батьківщина» | приватний підприємець                                              |
| Самовисування                                           |                                   |                       |                    |                                               |                                                                    |
| 2                                                       | Щебетенюк Олександр Володимирович | 05.11.2010            | середня спеціальна | позапартійний                                 | тимчасово не працює                                                |
| 3                                                       | Горковець Георгій Іванович        | 05.11.2010            | середня            | позапартійний                                 | тимчасово не працює                                                |
| 4                                                       | Чабанюк Анатолій Леонідович       | 05.11.2010            | середня            | позапартійний                                 | тимчасово не працює                                                |
| 10                                                      | Журавель Людмила Василівна        | 05.11.2010            | вища               | позапартійна                                  | Ісаївська загальноосвітня школа І-ІІ ст., директор                 |
| 14                                                      | Пігнастий Анатолій Петрович       | 05.11.2010            | середня спеціальна | позапартійний                                 | Ісаївський професійно-аграрний ліцей, майстер виробничого навчання |
| 15                                                      | Реконвальд Сергій Петрович        | 05.11.2010            | середня спеціальна | позапартійний                                 | Ісаївський професійно-аграрний ліцей, механік                      |